# San Pedro (departement van Paraguay)
San Pedro is een departement van Paraguay. Het heeft een oppervlakte van 20.002 km² en 360.094 inwoners (2012); voor 2016 is de prognose 414.503 inwoners. De hoofdstad is San Pedro.

## Bestuurlijke indeling
Het departement is verdeeld in 21 districten.
| Nr. | District                | Inwoners | Oppervlakte |
| --- | ----------------------- | -------- | ----------- |
| 1   | Antequera               | 4.250    | 1.492 km²   |
| 2   | Capiibary               | 30.570   | 878 km²     |
| 3   | Choré                   | 23.548   | 991 km²     |
| 4   | General Elizardo Aquino | 16.971   | 816 km²     |
| 5   | General Isidoro Resquín | 10.019   | 1.044 km²   |
| 6   | Guajayvi                | 28.214   | 1.320 km²   |
| 7   | Itacurubí del Rosario   | 10.507   | 769 km²     |
| 8   | Liberación              | 19.100   | 587 km²     |
| 9   | Lima                    | 10.303   | 992 km²     |
| 10  | Nueva Germania          | 5.690    | 657 km²     |
| 11  | San Estanislao          | 46.405   | 2.625 km²   |
| 12  | San Pablo               | 3.415    | 603 km²     |
| 13  | San Pedro               | 32.267   | 3.185 km²   |
| 14  | Santa Rosa del Aguaray  | 39.643   | 1.525 km²   |
| 15  | San Vicente Pancholo    | 11.571   | 429 km²     |
| 16  | Tacuatí                 | 13.847   | 2.051 km²   |
| 17  | Unión                   | 5.032    | 544 km²     |
| 18  | 25 de Diciembre         | 8.703    | 995 km²     |
| 19  | Villa del Rosario       | 8.617    | 2.446 km²   |
| 20  | Yataity del Norte       | 10.113   | 496 km²     |
| 21  | Yrybucuá                | 12.271   | 509 km²     |

| Detailkaart |
| ----------- |
|             |
| Districten  |